# Philipp Friedrich Theodor Meckel
Philipp Friedrich Theodor Meckel est un médecin et anatomiste allemand, né à Berlin le 30 avril 1755, mort à Saint-Pétersbourg le 17 mars 1803.

## Biographie
Il est le fils de Johann Friedrich Meckel, l'Ancien et le père de Johann Friedrich Meckel, le Jeune.
Il reçoit de son père les premières leçons de médecine, puis va étudier successivement à Gœttingue et à Strasbourg, où il est reçu docteur après avoir été prosecteur de Lobstein. Nommé en 1779, après un voyage en France et en Angleterre, professeur d’anatomie et de chirurgie à Halle, il occupe cette fonction jusqu'en 1783, époque à laquelle il est appelé à Strasbourg pour y occuper les chaires d’anatomie et de chirurgie.
En 1795, il est appelé en Russie par l’empereur Paul Ier, qui le charge de l’accouchement de l’impératrice, et la nomme ensuite inspecteur des hôpitaux de l’empire.

## Œuvres
Outre des mémoires, il publie sa thèse inaugurale qui a pour titre De labyrinthi auris contentis (Strasbourg, 1777, in-4°) ; une traduction allemande du Traité d’accouchements de Baudelocque (1783, 2 vol. in-8°), qui est très estimée, et celle de la Physiologie de Haller.

## Literatur
- (de) Nikolaus Rüdinger (de), « Meckel von Hemsbach, Johann Friedrich », dans Allgemeine Deutsche Biographie (ADB), vol. 21, Leipzig, Duncker & Humblot, 1885, p. 159-162 (Erwähnung)
- (de) Eberhard Wormer, « Meckel v. Hemsbach, Johann Friedrich d. J. », dans Neue Deutsche Biographie (NDB), vol. 16, Berlin, Duncker & Humblot, 1990, p. 585–586 (original numérisé). (Erwähnung)
- Rüdiger Schultka (de), Luminita Göbbel: Philipp Friedrich Theodor Meckel (1755–1803). Lebensdaten und Lebenswerk. In: Anatomie und anatomische Sammlungen im 18. Jahrhundert. Lit Verlag, Berlin 2007,  (ISBN 978-3-8258-9755-0).
- Andreas Mettenleiter: Selbstzeugnisse, Erinnerungen, Tagebücher und Briefe deutschsprachiger Ärzte. Nachträge und Ergänzungen III (I–Z). In: Würzburger medizinhistorische Mitteilungen. Volume 22, 2003, p. 269–305; hier: S. 279.
- Michael Viebig, Rüdiger Schultka (de): Die Anatomen Meckel. Zur Genealogie einer halleschen Ärztefamilie. Dans: Zeitschrift für Heimatforschung. Beiheft 5. Verlag André Gursky (de), Halle 1998, ohne ISBN.
- Rüdiger Schultka (de), Bernd Fischer: Weiterleben in der Sammlung – Die Meckelsche Konsequenz. In: Achim Lipp, Jürgen Lasch (dir.): Hallesche Helden der Heilkunst. (= Edition Templerkapelle. Vol. 2), 2. Auflage. Freunde Templerhof Gut Mücheln e.V., 2015,  (ISBN 978-3-86977-062-8), p. 80–95.
- Curt Gerhard Lorber: Meckel Philipp Friedrich Theodor. Dans: Werner E. Gerabek, Bernhard D. Haage, Gundolf Keil, Wolfgang Wegner (dir.): Enzyklopädie Medizingeschichte. De Gruyter, Berlin/New York 2005,  (ISBN 3-11-015714-4), p. 901.